# تتار الفولغا
تتار الفولغا هم أحفاد البلغار استقروا على ضفاف نهر الفولغا في القديم ويروى أنهم أعلنوا إسلامهم في العام 922 أثناء البعثة الإسلامية لأحمد بن فضلان.